# Sunya Beat
Sunya Beat ist eine deutsche Progressive-Rock-Band.

## Geschichte
Die Band wurde 1996 vom Kölner Gitarristen und Produzenten Axel Heilhecker und dem Berliner Perkussionisten Harald Grosskopf gegründet. Ab 1998 wurde sie erweitert durch den Programmierer Steve Baltes. Es wurden mehrere von Axel Heilhecker produzierte Instrumental-Alben veröffentlicht, die Elemente des elektronischen Krautrock der Siebziger Jahre mit zeitgenössischer Crossover (Musik) verbinden. Hier stehen auf dem ersten Album Sunya Beat Harald Grosskopfs Ethno-Trommeln (Djembe, Darbouka, selbstgebaute „Trash-Drums“) und Axel Heilheckers atmosphärische Klangteppiche und solistische Exkursionen auf elektrischen sowie akustischen Gitarren klangformend im Vordergrund. Grosskopfs musikalische Vorgeschichte in Berlin Ash Ra Tempel, Klaus Schulze und Heilheckers Schulung bei dem Jazz-Trompeter Don Cherry, sowie die Beziehung zur Kölner Szene um Can, Rosko Gee und „Unknown Cases“ finden hier Ausdruck.
Ab dem 2. Album Delhi Slide wurde das Klangspektrum durch Steve Baltes Elektronik klanglich und auch rhythmisch erweitert.
Das Debüt-Album Sunya Beat und auch das zweite Album Delhi Slide wurden beim Label Think Progressive veröffentlicht und von EFA vertrieben. Das dritte Album „Comin’ Soon“ wurde live aufgenommen beim Burg-Herzberg-Festival, auf dem die Band debütierte und mehrfach auch als Headliner spielte. Veröffentlicht wurde es als Doppel-Vinyl sowie CD vom „Herzberg-Verlag“ und von Heilheckers Verlag Phonokultur.
Es gab mehrere Kooperationen mit dem Lichtkünstler Mischa Kuball in Form von Live-Vertonungen zu Installationen von Kuball. Neben Sunya Beat veröffentlichten die drei Musiker auch gemeinsame Alben unter ihrem eigenen Namen. Die Kooperation von Heilhecker und Grosskopf besteht weiterhin. Unter dem Namen Synthesist gab es seit 2010 gemeinsame Auftritte in Europa, USA und Südamerika.

## Diskografie
Alben
- 1997: Sunya Beat (Think Progressive / EFA)
- 1999: Delhi Slide (Think Progressive / EFA)
- 2004: 4X3 (Groove)
- 2004: Live at Ricochet Gathering (Ricochet)
- 2006: Comin’ Soon (Herzberg-Verlag / Phonokultur)

## Rezeption
Im German Rock Lexikon wurde die Band als „Trance Band des nächsten Jahrtausend“ bezeichnet. 'Sunya' bedeutet im Sanskrit „höchste Erleuchtung“.

## Einzelbelege
1. ↑  German 'Progressive' Label run by Kalle Becker
2. ↑  Herzberg-Verlag
3. ↑  Yellow Marker – Mischa Kuball
4. ↑  germanrock.de